# Escàndol de les emissions
L''escàndol de les emissions és una frau en la indústria automotriu i els seus subcontractistes que per programari trampós van manipular la mesura de les emissions de gasos nocius i altres partícules en els cotxes particulars que va esclatar el 2015. Es va palesar, primer als Estats Units que tota una sèrie de cotxes del grup Volkswagen tenien un programari que desactivava els controls d'emissions quan es fa una conducció normal i els activa quan el cotxe està passant per un test d'emissions.
El frau té molts noms: Dieselgate (anglès), Abgasskandal (alemany), escàndol de Volkswagen, escàndol de les emissions, Volkswagen Affair, Afer Volkswagen. Com que ans al contrari de les aparences inicials no és pas cosa d'una sola marca, es tendeix a utilitzar un nom més general.
L'Agència Americana de Protecció Ambiental va descobrir el frau als Estats Units el 18 de setembre del 2015 en els cotxes dièsel de la marca Volkswagen. Amb el temps es va descobrir que altres fabricants d'automòbils i subcontractistes majors com Bosch també van ser implicats.
L'escàndol va desvelar molts disfuncionaments i conflictes d'interessos, com ara la imbricació de vegades malsana entre el món polític alemany, els lobbys o grups de pressió i la indústria automotriu. El 2017 en un informe una comissió parlamentària va criticar que el lobby industrial té massa influència en la inspecció i la redacció de lleis o reglaments. Utilitzen el xantatge dels llocs de treball. S'ha adverat que l'organisme públic d'inspecció dels cotxes alemany (el Bundeskraftfahramt o BKA) acceptava els informes de la indústria, sense executar gaires controls independents tot i tenir aquesta competència. Quan ho fan, demanen els cotxes per inspeccionar a la fàbrica, en lloc de comprar-los anònimament al comerç al detall.
Tres anys després de la sortida a la llum de l'afer, continuen sortint nous elements que mostren que la indústria automotriu des d'una megalomania actuava sense conceptes ètics, limitant el seu respecte del medi ambient a un mer rentat d'imatge verd. L'episodi de tests amb éssers humans i micos, sotmesos a emissions tòxiques en un estudi «científic» ordenat per un consorci de Volkswagen, Daimler i BMW que va ser descobert a principis de 2018 mostra que la fi de l'escàndol encara no és per al futur pròxim.
El cost de tot plegat, el 2018 es va estimar a 20.000 milions d'euros, només per a Volkswagen.